# Cannellino di Frascati
Der Cannellino di Frascati ist ein lieblicher Weißwein aus der Metropolitanstadt Rom in der Region Latium. Der Wein besitzt seit 2011 eine Klassifizierung als DOCG-Wein, die zuletzt am 7. März 2014 aktualisiert wurde.

## Anbau
Der Anbau und die Vinifikation sind in folgenden Gemeinden der Metropolitanstadt Rom zugelassen: Frascati, Grottaferrata, Monte Porzio Catone sowie in Teilen von Rom und Montecompatri.

## Erzeugung
Die Denomination schreibt für die Erzeugung folgende Rebsorten vor:
- mindestens 70 % Malvasia Bianca di Candia und/oder Malvasia del Lazio
- höchstens 30 % Bellone, Bombino Bianco, Greco Bianco, Trebbiano Toscano und/oder Trebbiano Giallo (einzeln oder gemeinsam). Andere weiße Rebsorten, die für den Anbau in der Region Latium zugelassen sind, dürfen zu höchstens 15 % darin enthalten sein.

## Beschreibung
Laut Denomination:
- Farbe: intensiv strohgelb
- Geruch: charakteristisch, fein, zart
- Geschmack: fruchtig, charakteristisch
- Alkoholgehalt: mindestens 12,5 Vol.-%
- Säuregehalt: mind. 4,5 g/l
- Trockenextrakt: mind. 19,0 g/l
- Gesamtzuckergehalt: mind. 35 g/l